# کهریز صلاح‌الدین
کهریز صلاح‌الدین، روستایی از توابع بخش خزل شهرستان نهاوند در استان همدان ایران است.

## جمعیت
این روستا در دهستان خزل شرقی قرار دارد و براساس سرشماری مرکز آمار ایران در سال۱۳۹۵، جمعیت آن۱۱۰۳نفر (۳۲۰خانوار) بوده‌است. بزرگان این روستا مرحوم شیخ جمعه و مرحوم شیخ موسی یزدان پناهی و مرحوم حاج امید علی سلگی می باشد